# Aek Bayur (dua)
Aek Bayur is een bestuurslaag in het regentschap Padang Sidempuan van de provincie Noord-Sumatra, Indonesië. Aek Bayur telt 363 inwoners (volkstelling 2010).